# Cladosporium balladynae
Cladosporium balladynae är en svampart som beskrevs av Deighton 1969. Cladosporium balladynae ingår i släktet Cladosporium och familjen Davidiellaceae.   Inga underarter finns listade i Catalogue of Life.